# CJBC
Pour les articles homonymes, voir CJBC-FM et ICI Musique.

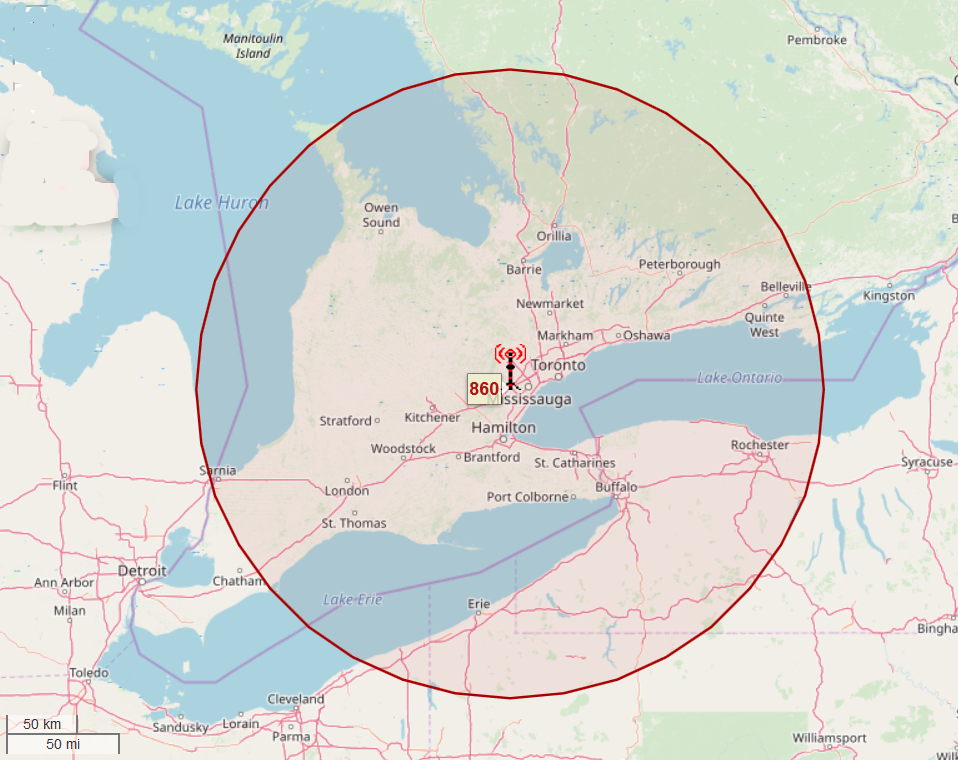
Carte de la zone de diffusion.

CJBC est une station de radio canadienne francophone située à Toronto, dans la province de l'Ontario, diffusant à la fréquence 860 kHz sur la bande AM. Elle est détenue et opérée par la Société Radio-Canada et affiliée à son réseau généraliste ICI Radio-Canada Première. La nuit, son signal est bien reçu dans l'est du pays notamment à Montréal.
De 1944 à 1962, la station était à la tête du réseau Dominion Network (en) de la CBC. Des émissions en français sont progressivement ajoutées en 1962 pour être affiliée à temps plein à la « Radio de Radio-Canada » le 1er octobre 1964.
Étant dans l'impossibilité de passer sur la bande FM dans le marché de Toronto, les émissions matinale et du retour à la maison sont diffusées en simultané sur CJBC-FM 90,3 (Ici Musique).